# Einigkeit macht stark

Großes Wappen des Königreichs Belgien mit dem französischen Motto L’union fait la force

Wappen von Haiti mit dem französischen Motto L’union fait la force

Einigkeit macht stark, aus dem lateinischen Ex unitate vires ‚aus Einigkeit Kraft‘, stellt einen Leitspruch dar, der verdeutlichen soll, dass die Gemeinschaft stärker als das Einzelne ist, aber auch – in umgekehrter Richtung – die Gemeinschaft nur stark sein kann, wenn jeder für sie einsteht.
Dieser Wahlspruch ist in dieser Form oder leicht abgeändert unter anderem das Motto:
- des Königreichs Belgien[1]
- der Republik Bulgarien und des ehemaligen Königreichs Bulgarien[2]
- der Republik Georgien
- der Südafrikanischen Republik
- der Südafrikanischen Union (heute Republik Südafrika)
- des New Yorker Stadtteils Brooklyn (Eendraght maeckt maght)
- der Grafschaft Pembrokeshire in Südwest-Wales
- der Stadt Cap-Santé in der kanadischen Provinz Québec
- der Alten Darmstädter Burschenschaft Germania
- der Landsmannschaft Teutonia Würzburg im CC
- der katholischen österreichischen Studentenverbindung Comagena Tulln im MKV
- des Fußballvereins PSV Eindhoven
- des belgischen Bekleidungsunternehmens C&A[3]